# Parma Volley Girls
Parma Volley Girls – włoski klub siatkarski kobiet powstały w 2002 r. w Parmie.
W sezonie 2011/12 występuje pod nazwą Cariparma Sigrade Parma.

## Kadra 2011/12
- 1.  Lucia Bacchi
- 2.  Kseniya Kovalenko
- 5.  Ludovica Dalia
- 6.  Maret Grothues
- 7.  Andrea Conti
- 8.  Giulia Gibertini
- 9.  Stefania Okaka
- 10. Barbara Campanari
- 11. Manuela Roani
- 12. Kenny Moreno
- 13. Celeste Poma
- 17. Roberta Brusegan
- 18. Marta Galeotti